# Jovan Pejković
Jovan Pejković, srbski general, * 23. oktober 1919, † 1984.

## Življenjepis
Leta 1941 je vstopil v NOVJ in naslednje leto še v KPJ. Med vojno je bil poveljnik več enot.
Po vojni je bil poveljnik brigade, načelnik inženirstva v armadi, predavatelj na VVA JLA, ...